# Martha S. Calderón
Martha Steffany Calderón Ríos (Lima, 1988) es una bióloga e investigadora peruana. Ha liderado investigaciones en el campo de la genética y la biología molecular orientadas al aprovechamiento sostenible de los recursos naturales de la región Amazonas en su país. Su trabajo ha contribuido en la descripción de nuevas especies de microorganismos, y con ello, al conocimiento sobre la biodiversidad marina y los impactos del cambio climático en la Antártica. Como docente e investigadora en la Universidad Nacional Toribio Rodríguez de Mendoza de Amazonas (UNTRM), impulsa la ciencia y la tecnología en el país, promoviendo la equidad de género en el ámbito científico, ha sido galardonada con el Premio Nacional “Por las Mujeres en la Ciencia” y reconocida por la Revista Científica Journal of Phycology por su producción científica de alto impacto.

## Biografía

### Primeros años y educación
Martha S. Calderón nació en 1988 en la ciudad de Lima, en el distrito de Jesús María. Desde temprana edad se interesó por la ciencia y la exploración. A los 15 años, inspirada por un documental sobre la Base de Investigación Machu Picchu en el continente blanco, tomó la decisión de dedicarse a la biología con el firme propósito de conocer la Antártida.
Su interés por el medio ambiente, la llevaron a estudiar Biología en la Universidad Nacional Mayor de San Marcos, donde obtuvo el grado de bióloga con mención en Hidrobiología y Pesquería. Comprometida con la investigación y la conservación de ecosistemas acuáticos, continuó su formación en el extranjero, obteniendo el grado de maestría y doctorado en filosofía en la Universidad Nacional Chungnam en Daejeon en Corea del Sur con Mención en Biociencias y Biotecnología. 

## Trayectoria
En los años 2019 y 2020, participó de una Expedición Científica a la Antártica, con el fin de estudiar las algas calcáreas, dada su sensibilidad a las variaciones ambientales, lo que hace que puedan utilizarse como bioindicadores para evaluar los cambios en los ecosistemas y comprender los mecanismos de adaptación de estos organismos a las bajas temperaturas, así como los posibles impactos del cambio climático y el aumento de la temperatura global en su supervivencia y distribución.
Desde el 2021 se desempeña como docente de la Facultad de Ingeniería Ambiental de la Universidad Nacional Toribio Rodríguez de Mendoza de Amazonas; además es investigadora en el Instituto de Investigación para el Desarrollo Sustentable de Ceja de Selva (INDES-CES) de dicha casa de estudios. Su investigación se centra en la aplicación de tecnologías y herramientas basadas en ADN, para la conservación del germoplasma, y en el estudio de la biodiversidad de organismos de relevancia agrícola y ecológica de la región Amazonas.
En el año 2022, el Consejo Nacional de Ciencia, Tecnología e Innovación del Perú (CONCYTEC), la designó como miembro del Comité Pro Mujer en Ciencia, Tecnología e Innovación (CTI), el cual busca impulsar y promover un ambiente equitativo e inclusivo en el ámbito de la CTI, dentro de sus funciones incluyen el impulso de redes de colaboración que fomenten una mayor participación femenina en CTI, así como el reconocimiento de sus contribuciones a nivel regional, nacional e internacional.  Bajo este enfoque, Martha conformó una comisión en la Universidad Nacional Toribio Rodríguez de Mendoza que busca promover la visibilización de las mujeres en la ciencia a través de talleres y ferias.
En el 2025 fue nombrada Directora del Instituto de Investigación en Ingeniería Ambiental (INAM) de la Facultad de Ingeniería Ambiental, Biosistemas y de la Energía de la Universidad Nacional Toribio Rodríguez de Mendoza de Amazonas. 

## Premios y reconocimientos
En el 2020, ganó el Premio Nacional “Por las mujeres en la Ciencia” Categoría B -  Talentos en Ascenso edición 2019, otorgado por la Fundación L’Oréal en colaboración con UNESCO, CONCYTEC y la Academia Nacional de Ciencias del Perú, en mérito a su destacada investigación en el desarrollo de cultivos iniciadores mediante el uso de técnicas de secuenciación metagenómica para la identificación de microorganismos presentes en la fermentación espontánea de cafés de alta calidad en la Amazonía, sumado a su trayectoria científica, cuyos estudios han contribuido al conocimiento de la diversidad marina del Pacífico Sudamericano, a través de la descripción de cinco nuevos géneros, once nuevas especies y doce nuevas combinaciones, publicados en catorce artículos científicos, además del uso de herramientas de biología molecular para el estudio de recursos naturales en la región Amazonas. El objetivo del Premio Nacional es visibilizar y crear conciencia e inspirar a más mujeres a que se involucren en el campo científico.
Recibió también un reconocimiento por la Revista científica Journal of Phycology (Revista de Ficología) por haber publicado el artículo más citado durante el período, 1 de enero de 2021 al 15 de diciembre de 2022, el estudio, titulado "La secuenciación de muestras tipo, los análisis multilocus y los métodos de delimitación de especies reconocen a la cosmopolita Corallina berteroi y establecen C. yendoi sp. nov. del norte de Japón (Corallinaceae, Rhodophyta)", fue destacado como uno de los mejores artículos publicados en la revista.